# Gymnophaps stalkeri
Il piccione montano di Stalker noto anche come piccione montano di Seram (Gymnophaps stalkeri Ogilvie-Grant, 1911) è un uccello della famiglia dei columbidi.

## Distribuzione e habitat
La specie è diffusa nelle foreste montane dell'isola indonesiana Seram si trova soprattutto fra i 775-2250 metri.

## Tassonomia
Precedentemente Gymnophaps stalkeri  era classificata come sottospecie di Gymnophaps mada.